# St. Isidor und Wendelin (Haslangkreit)

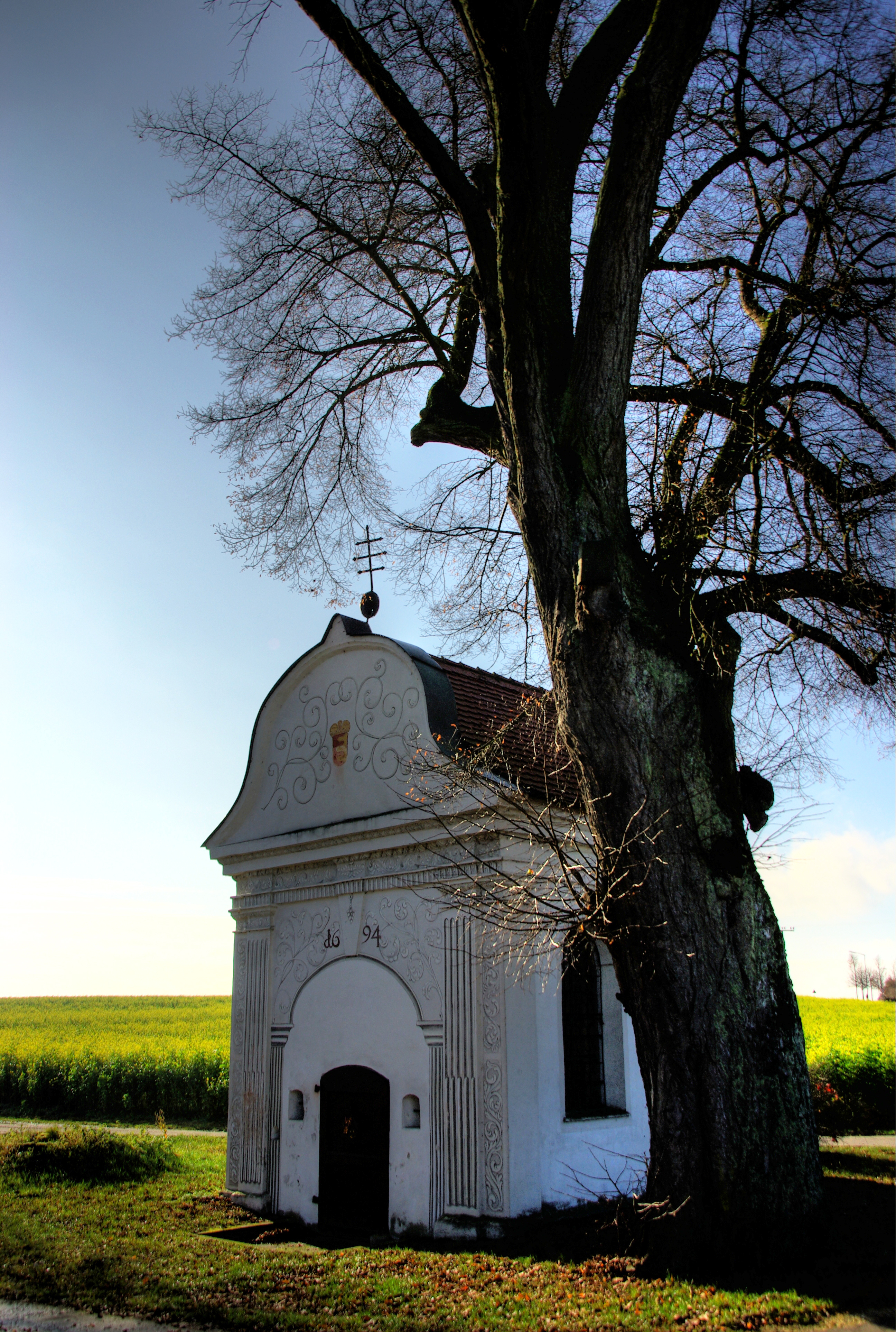
St. Isidor und Wendelin in Haslangkreit

Die römisch-katholische Kapelle St. Isidor und Wendelin, die sogenannte Weiherkapelle, steht südlich von Haslangkreit, einem Gemeindeteil von Kühbach im schwäbischen Landkreis Aichach-Friedberg von Bayern. Das Bauwerk ist in der Liste der Baudenkmäler in Kühbach als Baudenkmal unter der Nr. D-7-71-144-13 eingetragen.

## Beschreibung
Die 1694 gebaute Kapelle besteht aus einem im Westen halbrund geschlossenen Langhaus, das mit einem geschweiften Tonnendach bedeckt ist. Die östliche Portalfassade ist mit Pilastern eingerahmt. Sie wird nach oben mit einem glockenförmigen Schweifgiebel abgeschlossen, auf dem das Wappen derer von Haslang gemalt ist.